# SC Riesa-Röderau
Der SC Riesa-Röderau ist ein ehemaliger deutscher Fußballclub aus Riesa, welcher zwischen 1948 und 1998 existierte. Heimstätte war der Sportplatz Röderau.

## Verein

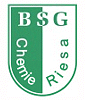
Wappen der BSG Chemie Riesa

Der SC Riesa-Röderau wurde im Jahr 1948 unter der Bezeichnung BSG Gummiwerk Riesa gegründet. Als Trägerbetrieb fungierte Pneumant. 1951 erfolgte eine Umbenennung in Chemie Riesa. Auf sportlicher Ebene gehörte Chemie Riesa zu den Gründungsmitgliedern der 1952 eingeführten Bezirksliga Dresden. Im Jahr 1956 gelang den Ostsachsen vor Motor Görlitz der erstmalige Aufstieg in die drittklassige II. DDR-Liga. Die Liga hielt Chemie bis 1958 mit unteren Mittelfeldplätzen, musste aber 1959 wieder den Gang in die Bezirksliga antreten.
In der Folgesaison konnte Riesa den sofortigen Wiederaufstieg realisieren. In der letzten Spielzeit der 1963 aufgelösten II. DDR-Liga erreichte Chemie den fünften Rang, den Aufstieg in die DDR-Liga errang unterdessen Lokalrivale BSG Stahl Riesa. Mitte der sechziger Jahre begann die sportlich erfolgreichste Zeit von Chemie Riesa. In den Jahren 1964 und 1968 gelang der Sportgemeinschaft jeweils der Aufstieg in die DDR-Liga, aus welcher die Riesaer gemeinsam mit Motor Rudisleben und Chemie Zeitz bereits nach einer Saison wieder absteigen mussten. In der Folgezeit kehrte Chemie nicht mehr in den höherklassigen Fußball zurück und spielte ausnahmslos auf regionaler Ebene des Bezirkes Dresden.
Nach der Wende spielte der Verein anfangs als SV Pneumant Riesa, ab 1991 unter der Bezeichnung SV Grün-Weiß Riesa-Röderau. 1993 fusionierte Grün-Weiß Röderau mit der Fußballabteilung des SC Riesa zum SC Riesa-Röderau. Der auch weiterhin stets unterklassig spielende SC Riesa-Röderau fusionierte nach dem Bezirksligaabstieg im Jahr 1998 mit dem Riesaer Sportverein Blau-Weiß zum FC Stahl Riesa 98, wo die Mannschaft von Riesa-Röderau als zweite Vertretung integriert wurde. Nach der 2003 erfolgten Insolvenz des FC Stahl schlossen sich Teile der Mannschaft wieder dem Stammverein SC Riesa an.

## Statistik
- Teilnahme DDR-Liga: 1964/65, 1968/69
- Teilnahme II. DDR-Liga: 1957 bis 1959, 1961/62, 1962/63
- Ewige Tabelle der DDR-Liga: Rang 129

## Personen
- Frieder Andrich
- Willi Arlt
- Ulf Kirsten